# TC 61100
Les TC 61100 sont une série de douze trucks moteurs destinés à être accouplés aux locomotives Diesel-électriques C 61000 de la SNCF.
Dépourvus de moteur Diesel et de générateur électrique, ils sont alimentés par la locomotive à laquelle ils sont accouplés ce qui, à puissance égale, renforce l'adhérence de l'attelage. Ils sont mis en service entre 1950 et 1953, principalement pour opérer dans les gares de triage et réformés entre 1978 et 1983.

## Genèse de la série
Lorsque le SNCF conçoit la série des locomotives Diesel 030 DA (futures C 61000), elle assigne à ces machines des missions variées. Parmi celles-ci figurent les évolutions sur les buttes des triages. Pour cette tâche, la puissance d'une seule locomotive est suffisante mais l'adhérence de ses trois essieux peut se révéler limite. Selon un usage courant aux États-Unis, le truck 030 DTA (futur TC 61100) est construit dans cet objectif : constituer avec une locomotive un attelage muni de six essieux adhérents. Un autre impératif est d'utiliser dans la construction des trucks, pour des raisons d'économie d'échelle, le maximum de pièces déjà employées pour les locomotives.
Les mêmes constructeurs que pour la 030 DA sont sollicités : Compagnie des forges et aciéries de la Marine et d'Homécourt pour la partie mécanique et l'assemblage et Compagnie électro-mécanique pour les moteurs électriques. Six trucks sont commandés le 30 octobre 1946 et six autres le 21 janvier 1948.

## Description
Les trucks moteurs TC 61100 sont construits sur la base du châssis des C 61000 ; ils possèdent aussi le même train de roues. N'étant pas pourvus de moteur Diesel ni de génératrice, l'énergie nécessaire au fonctionnement de leurs deux moteurs électriques de traction montés en série est délivrée par le groupe de la locomotive C 61000 à laquelle ils sont attelés. Ces moteurs, par le biais d'un inverseur, entraînent les essieux extrêmes du truck, l'essieu central étant relié aux autres par des bielles. Un groupe de ventilation assure le refroidissement des moteurs.
Un réservoir de carburant d'une capacité de 2 000 l est monté ; relié à ceux de la locomotive il permet d'accroître l'autonomie de l'attelage. Le freinage pneumatique est commandé depuis la locomotive mais le truck possède son propre dispositif manuel d'immobilisation qui, par l'intermédiaire d'un volant, bloque l'un des essieux.
La masse totale du truck est de 51,3 t, très voisine de celle de la locomotive. Sur le truck, un lest de 19,06 t remplace les équipements présents sur la C 61000, moteur et ses auxiliaires, cabine, etc..

## Services effectués et postérité

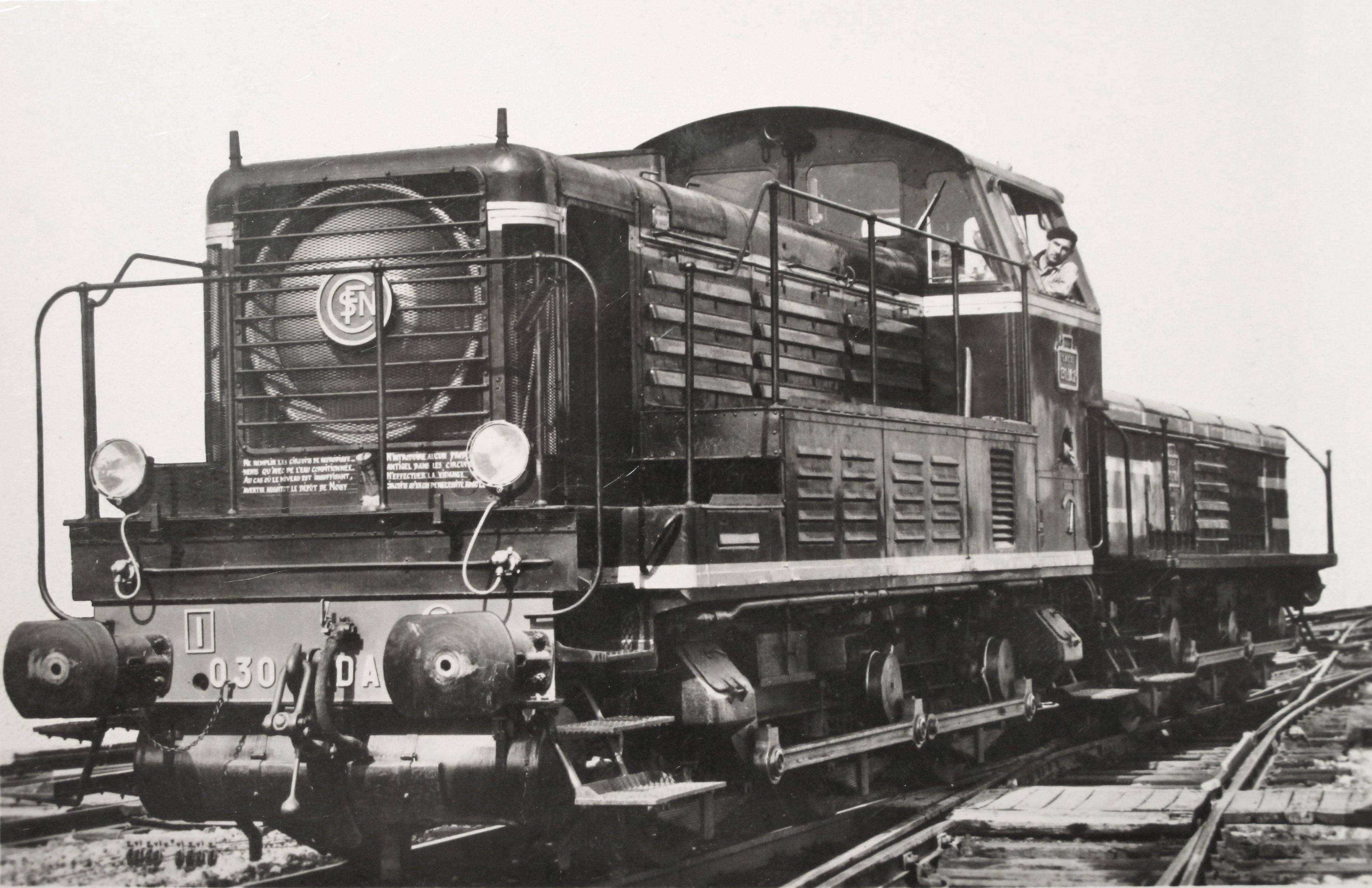
Locomotive SNCF Diesel électrique série 030 DA et son truck.

Les mises en service interviennent entre le 10 juillet 1950 et le 3 décembre 1953. Bien que les trucks ne soient que douze, ils sont répartis dans les six régions SNCF et, au fil de leurs mutations, ils figurent à l'effectif de quinze dépôts différents mais, à l'image des C 61000, ils sont progressivement regroupés ; tous finissent leur carrière à Sotteville-lès-Rouen ou La Villette. Si l'entretien courant est réalisé dans les différents dépôts, les révisions s'effectuent aux ateliers d'Épernay.
Ces trucks ne peuvent bien évidemment fonctionner qu'attelés à une locomotive C 61000 — l'attelage d'un truck avec deux locomotives, techniquement possible, reste rare. L'association d'un truck et d'une locomotive n'augmente pas la puissance de l'ensemble, la puissance du moteur de la locomotive étant répartie sur un plus grand nombre d'essieux, mais l'adhérence est nettement améliorée, ce qui réduit les risques de patinage,. C'est pourquoi les trucks sont en priorité affectés à la manœuvre de trains de marchandises et à leur pousse dans les buttes des triages et, dans ces conditions, un attelage locomotive-truck est apte à manœuvrer une rame de 2 000 tonnes. Il leur arrive toutefois, de manière exceptionnelle, de participer à la traction de rames destinées à des embranchements privés.
La première unité est radiée le 6 octobre 1978 à Bordeaux-Saint-Jean et la dernière est réformée le 31 mai 1983 à La Villette.
Robustes et fiables, les trucks TC 61100 répondent bien aux attentes de la SNCF pour appuyer, dans les gares de triage, les locomotives C 61000. Ils présentent toutefois les mêmes inconvénients que ces dernières : ils sont agressifs pour les voies en raison de leur empattement rigide et de leur système d'embiellage dont, en outre, le graissage régulier s'avère long et fastidieux.
Le principe de l'attelage locomotive-truck moteur est repris par la SNCF en 1989 avec les BB 64700 / TBB 64800, dont la locomotive et le truck sont issus de la modification de deux BB 63500, là encore adaptés pour servir dans les triages.

## TC 61100 préservés
Après leur réforme par la SNCF, trois trucks sont rachetés par des structures privées. L'un d'eux est démoli dans la seconde moitié des années 1980 dans le Gard et la trace d'un deuxième, qui a travaillé sur le port du Havre, est perdue.
Le TC 61112, seul exemplaire encore existant en 2024, est la propriété du chemin de fer de la Vendée. Garé hors service, il sert de magasin de pièces pour la locomotive C 61042. L'association envisage cependant de le remettre en état extérieur de présentation.

## Modélisme
Les TC 61100 ont été reproduits en HO par l'artisan l'Obsidienne, sous forme de transkit en résine à monter sur une base de C 61000 Jouef.